# Betton
Betton es una localidad y comuna francesa en la región administrativa de Bretaña, en el departamento de Ille y Vilaine y distrito de Rennes.

## Geografía
Se sitúa en el centro geográfico del Departamento de Ille y Vilaine, a 9 km al norte de Rennes.

## Ciudades hermanadas
- Moretonhampstead, Inglaterra, Reino Unido.
- Altenbeken, Alemania.
- Grodzisk Wielkopolski, Polonia.
- Barberino di Mugello, Italia.
- Torrelodones, España.